# Macroglossini
Los macroglossinis (Macroglossini) son una tribu de lepidópteros ditrisios perteneciente a la familia Sphingidae.

## Géneros
- Subtribu Choerocampina - Grote & Robinson, 1865
  - Genus Basiothia - Walker, 1856
  - Genus Cechenena - Rothschild & Jordan, 1903
  - Genus Centroctena - Rothschild & Jordan, 1903
  - Genus Chaerocina - Rothschild & Jordan, 1903
  - Genus Deilephila - Laspeyres, 1809
  - Genus Euchloron - Boisduval, 1875
  - Genus Griseosphinx - Cadiou & Kitching, 1990
  - Genus Hippotion - Hübner, 1819
  - Genus Hyles - Hübner, 1819
  - Genus Pergesa - Walker, 1856
  - Genus Phanoxyla - Rothschild & Jordan, 1903
  - Genus Rhagastis - Rothschild & Jordan, 1903
  - Genus Rhodafra - Rothschild & Jordan, 1903
  - Genus Theretra - Hübner, 1819
  - Genus Xylophanes - Hübner, 1819

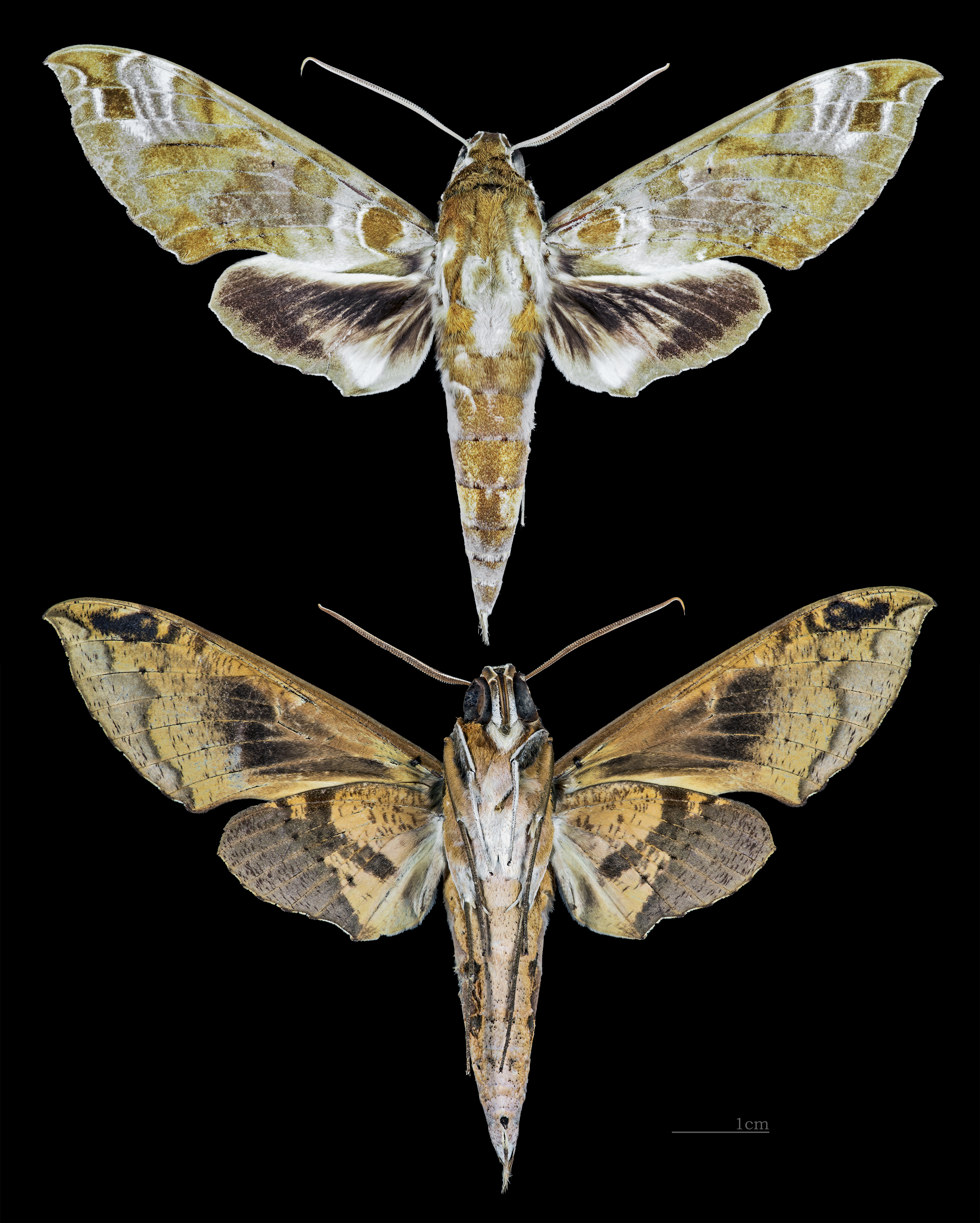
Cechenena
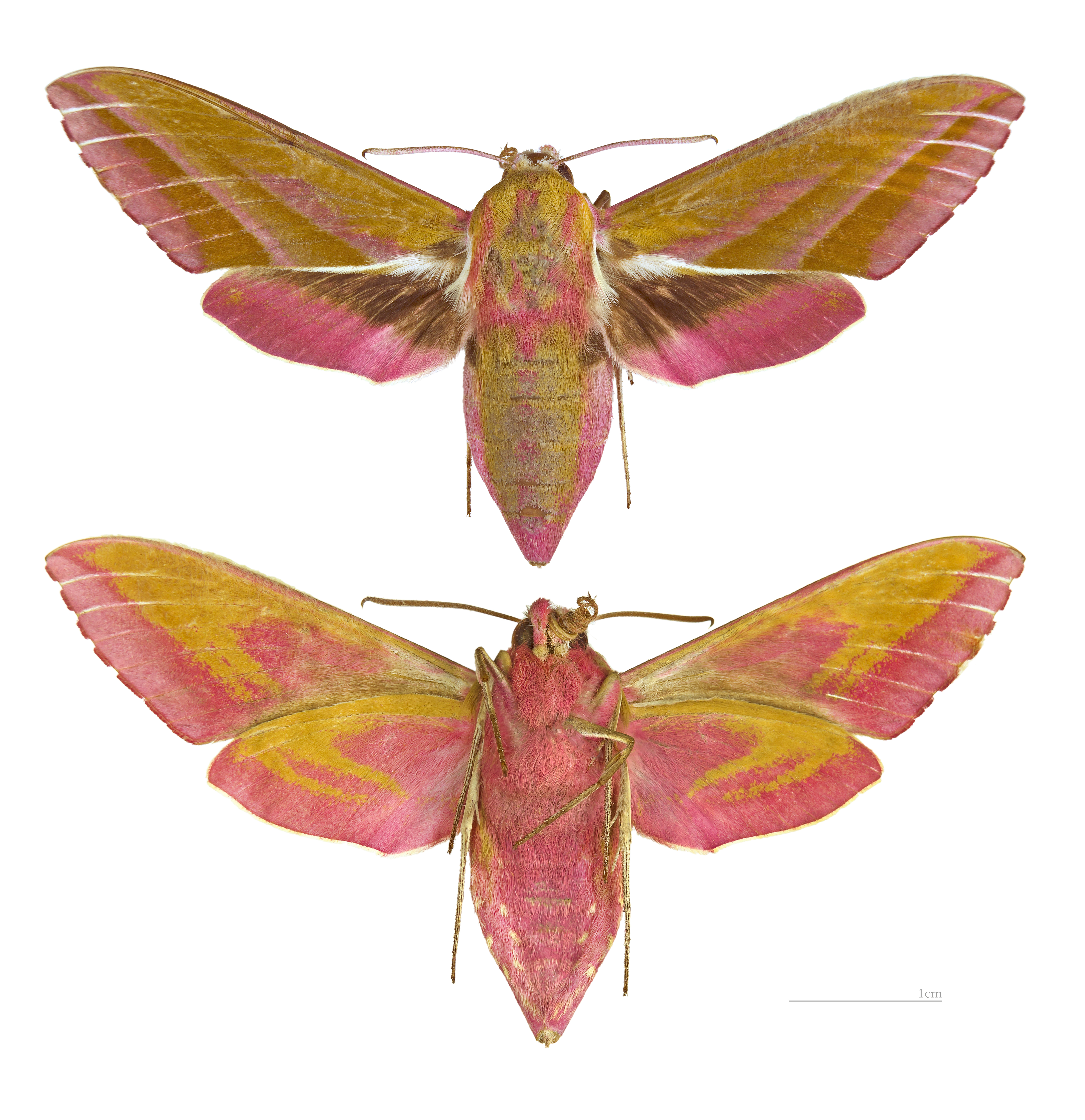
Deilephila
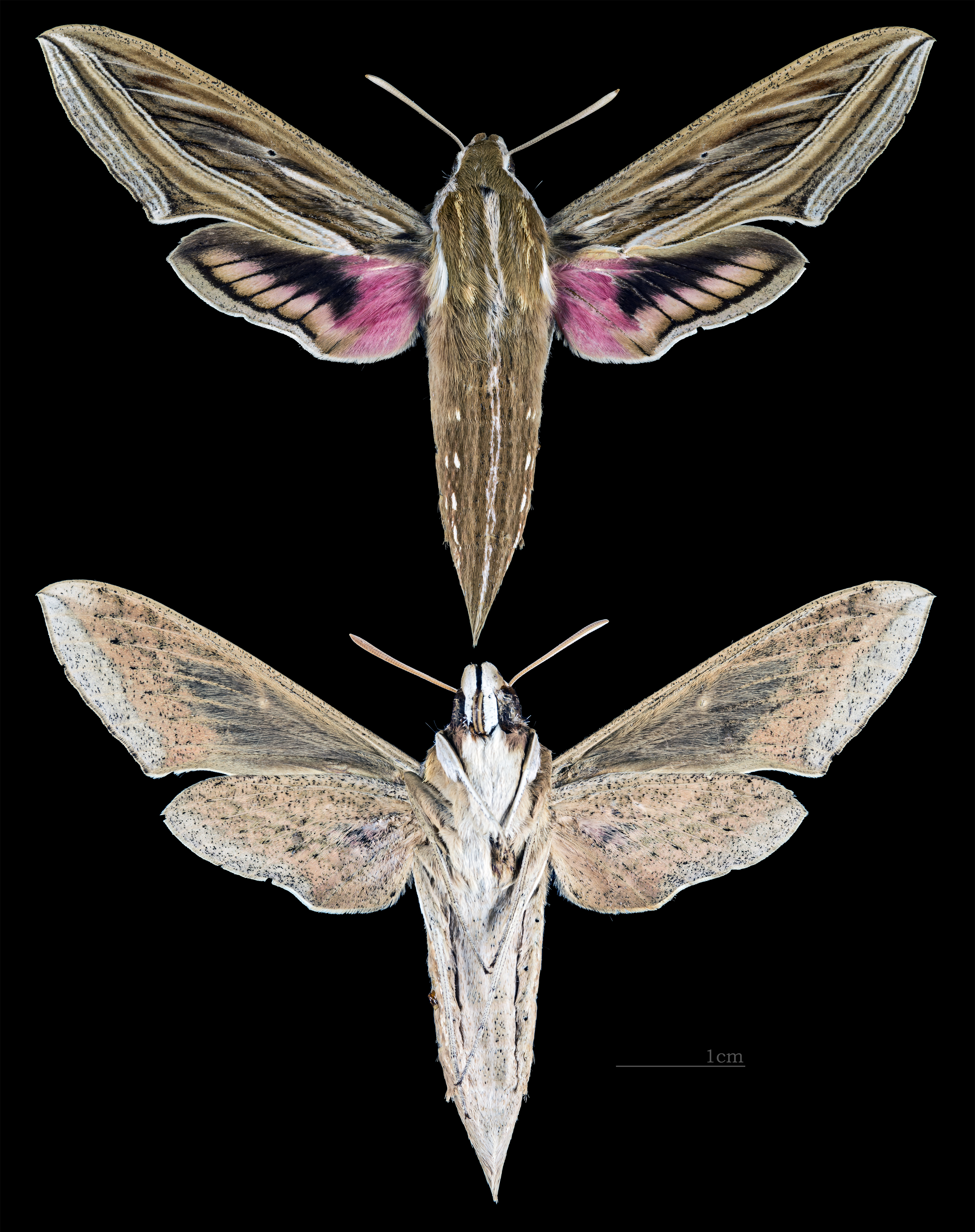
Hippotion
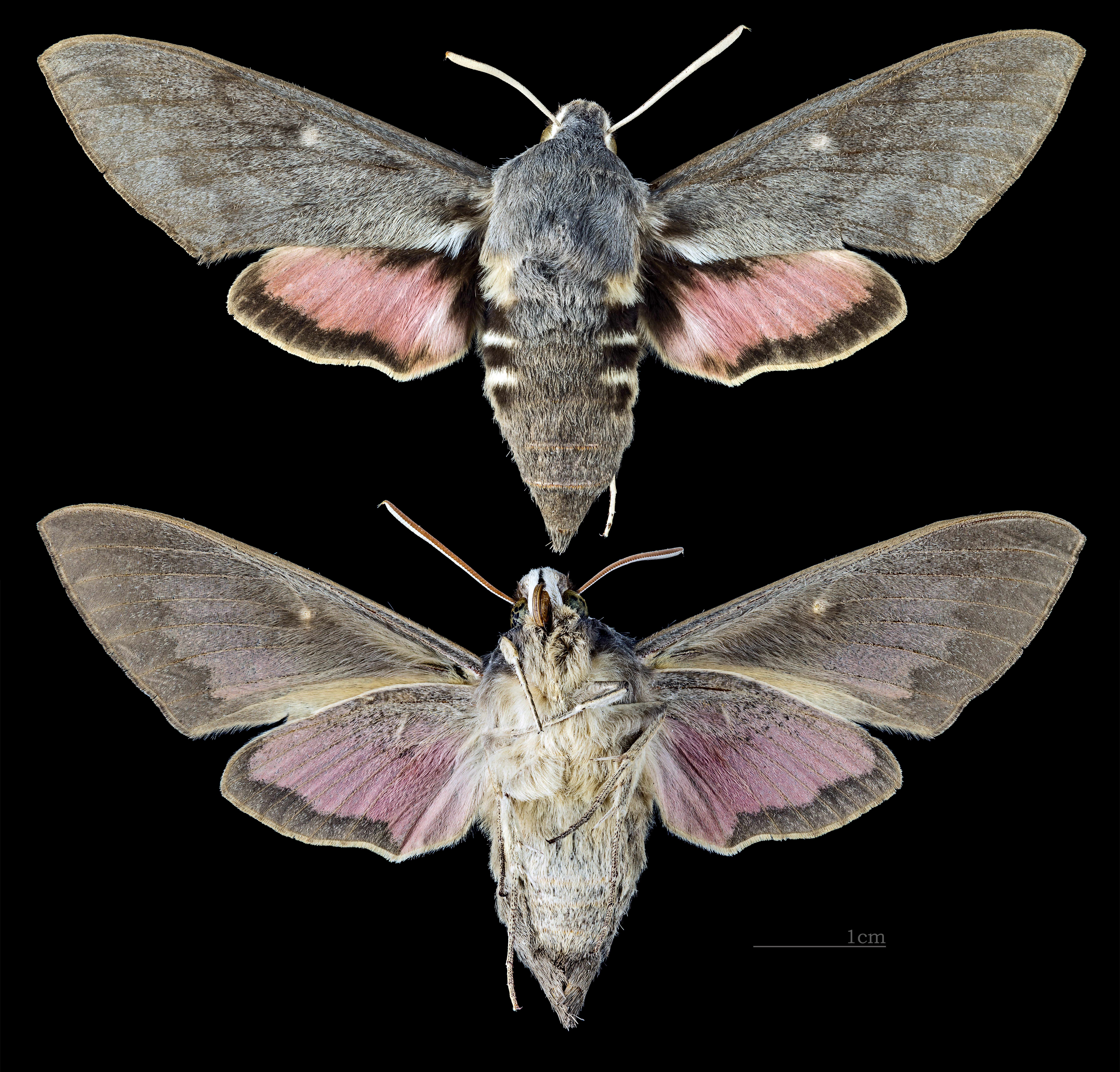
Hyles
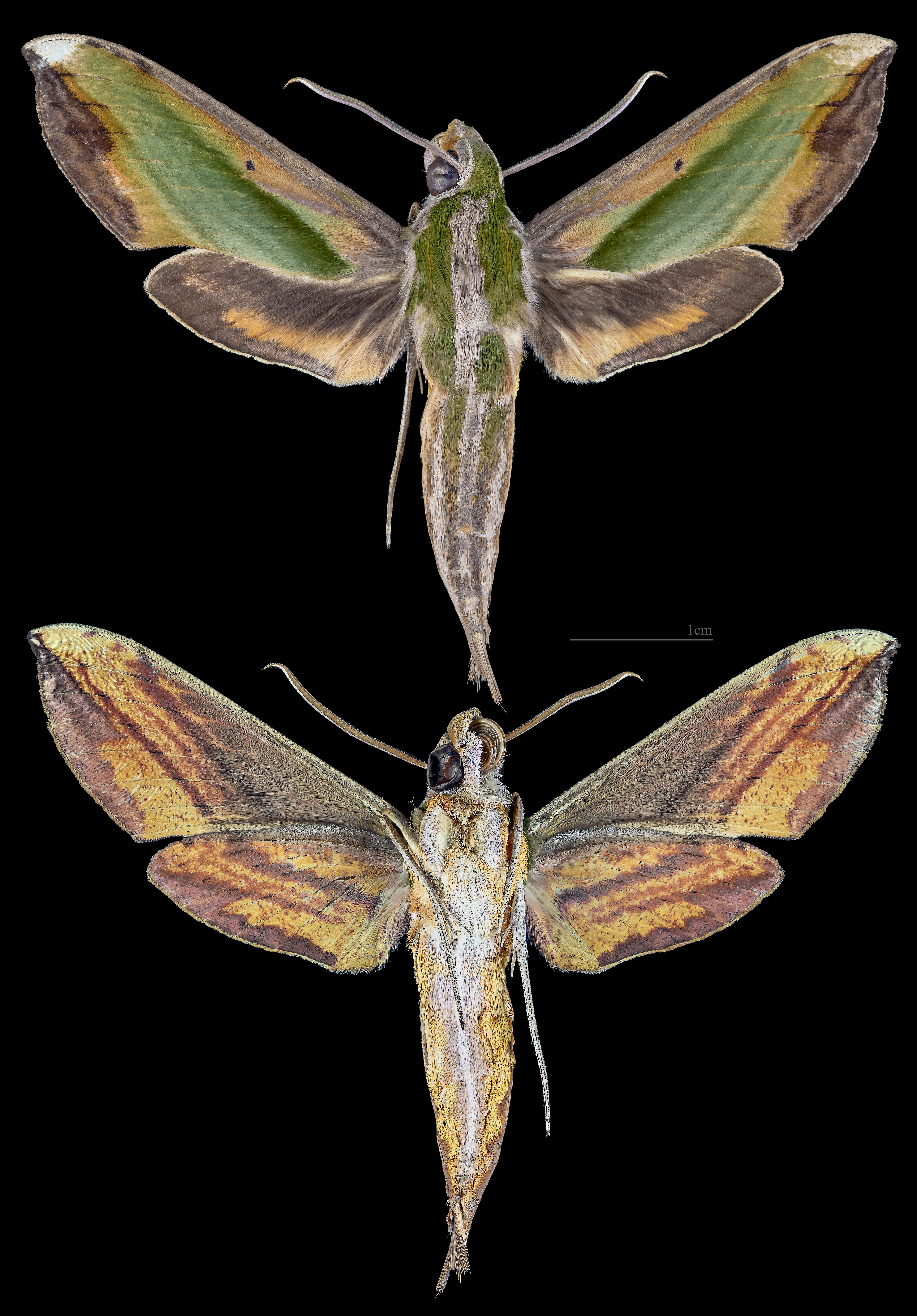
Pergesa
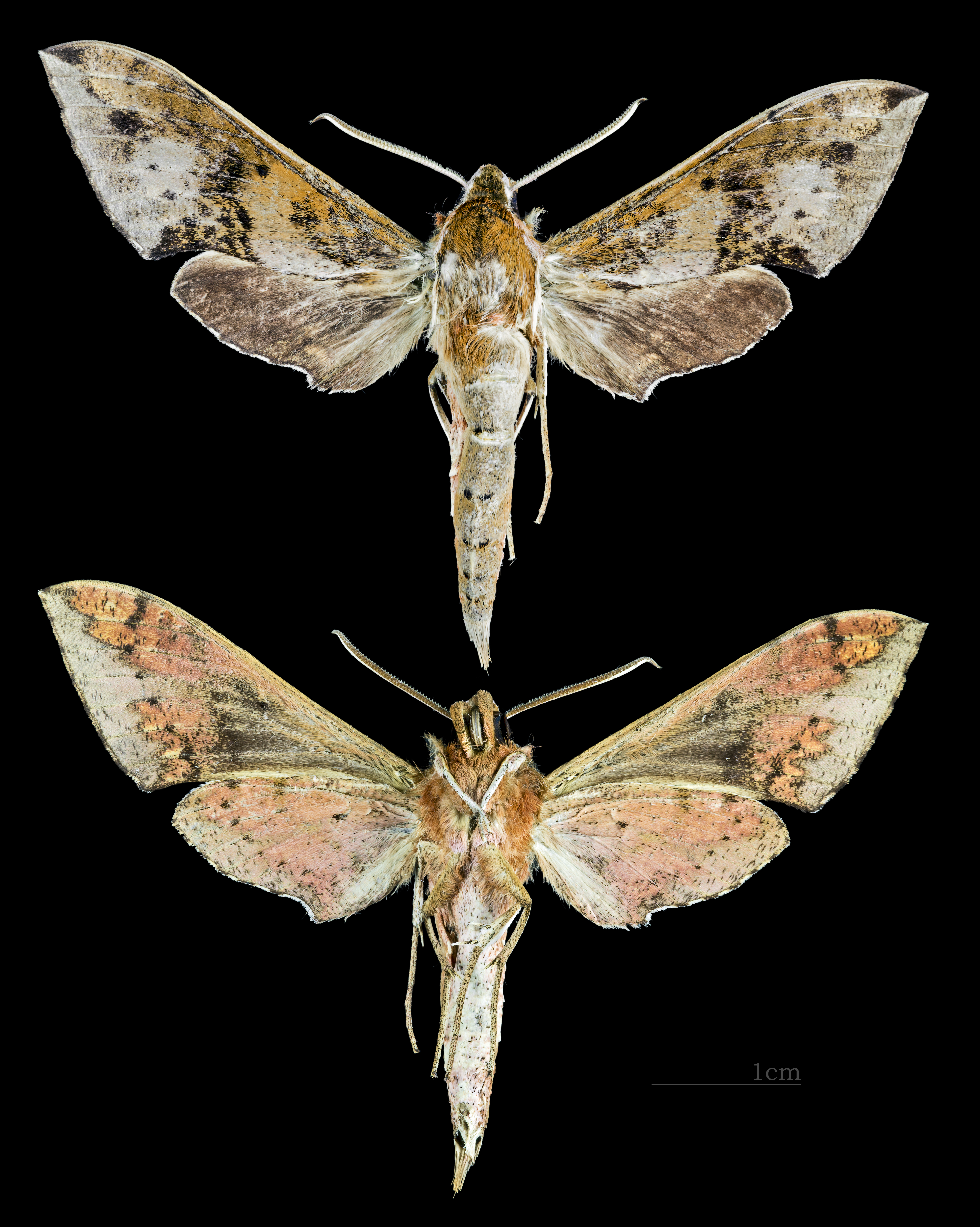
Rhagastis
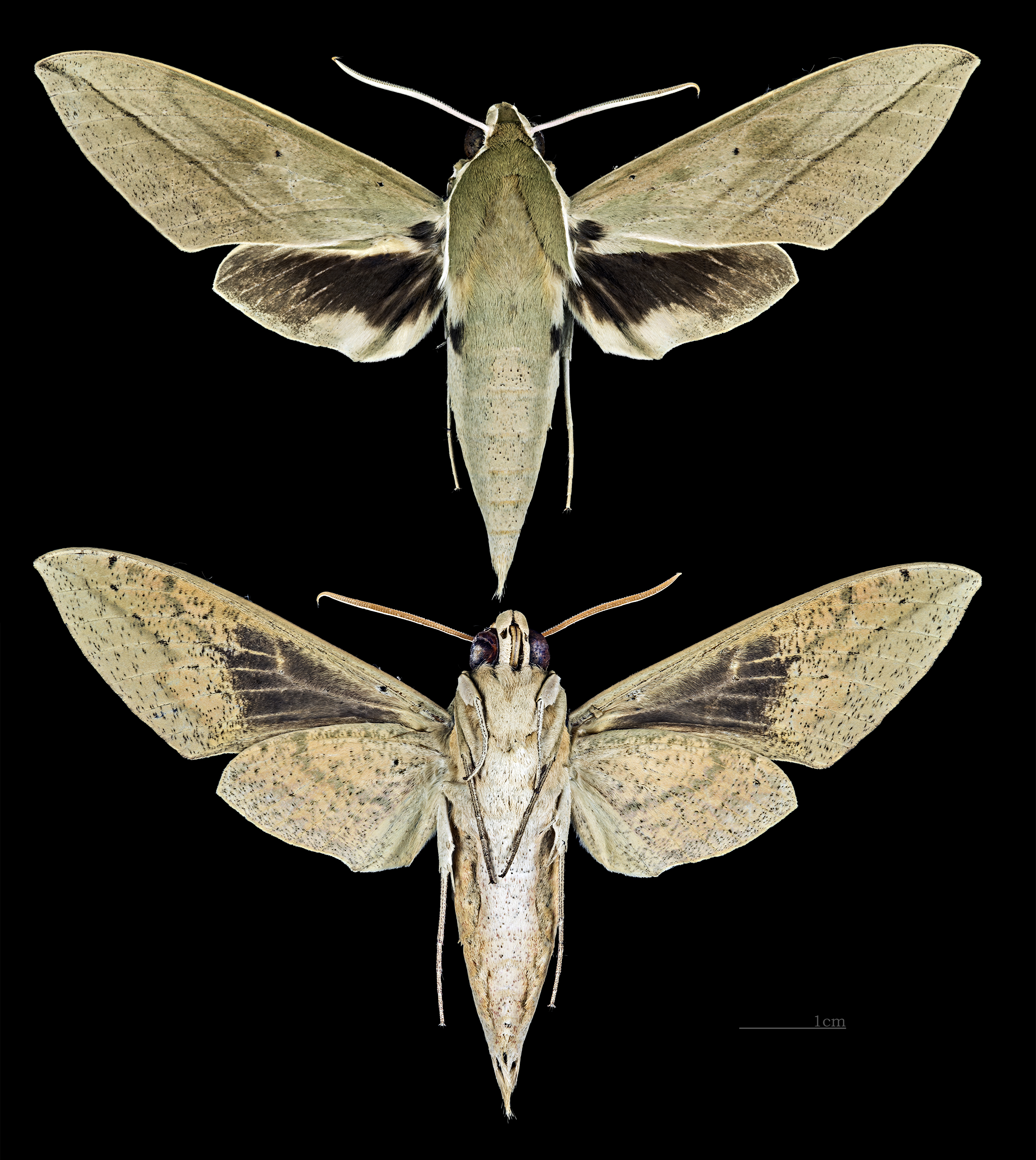
Theretra
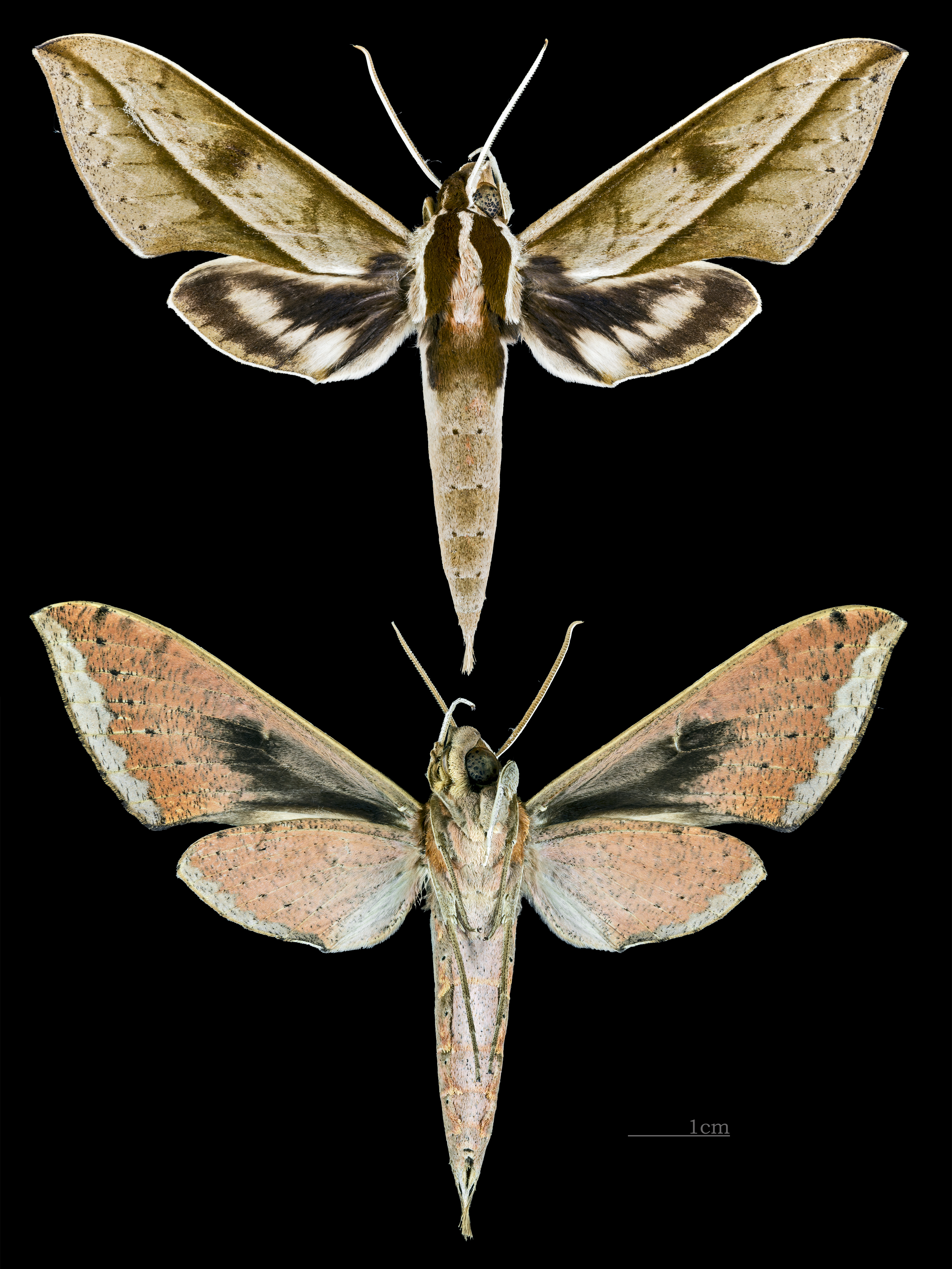
Xylophanes

Migración de Macroglossum stellatarum Azul, verano. Verde, todo el año. Amarillo, invierno.

- Subtribu Macroglossina - Harris, 1839
  - Genus Acosmerycoides - Mell, 1922
  - Genus Acosmeryx - Boisduval, 1875
  - Genus Altijuba - Lachlan, 1999
  - Genus Ampelophaga - Bremer & Grey, 1853
  - Genus Amphion - Hübner, 1819
  - Genus Angonyx - Boisduval, 1874
  - Genus Antinephele - Holland, 1889
  - Genus Atemnora - Rothschild & Jordan, 1903
  - Genus Cizara - Walker, 1856
  - Genus Clarina - Tutt, 1903
  - Genus Dahira - Moore, 1888
  - Genus Daphnis - Hübner, 1819
  - Genus Darapsa - Walker, 1856
  - Genus Deidamia - Clemens, 1859
  - Genus Elibia - Walker, 1856
  - Genus Enpinanga - Rothschild & Jordan, 1903
  - Genus Eupanacra - Cadiou & Holloway, 1989
  - Genus Euproserpinus - Grote & Robinson, 1865
  - Genus Eurypteryx - Felder, 1874
  - Genus Giganteopalpus - Huwe, 1895
  - Genus Gnathothlibus - Wallengren, 1858
  - Genus Hayesiana - Fletcher, 1982
  - Genus Hypaedalea - Butler, 1877
  - Genus Leucostrophus - Rothschild & Jordan, 1903
  - Genus Maassenia - Saalmüller, 1884
  - Genus Macroglossum - Scopoli, 1777
  - Genus Micracosmeryx - Mell, 1922
  - Genus Microsphinx - Rothschild & Jordan, 1903
  - Genus Neogurelca - Hogenes & Treadaway, 1993
  - Genus Nephele - Hübner, 1819
  - Genus Odontosida - Rothschild & Jordan, 1903
  - Genus Philodila - Rothschild & Jordan, 1903
  - Genus Proserpinus - Hübner, 1819
  - Genus Pseudenyo - Holland, 1889
  - Genus Pseudoangonyx - Eitschberger, 2010
  - Genus Rethera - Rothschild & Jordan, 1903
  - Genus Sphecodina - Blanchard, 1840
  - Genus Sphingonaepiopsis - Wallengren, 1858
  - Genus Temnora - Walker, 1856
  - Genus Temnoripais - Rothschild & Jordan, 1903
  - Genus Zacria - Haxaire & Melichar, 2003

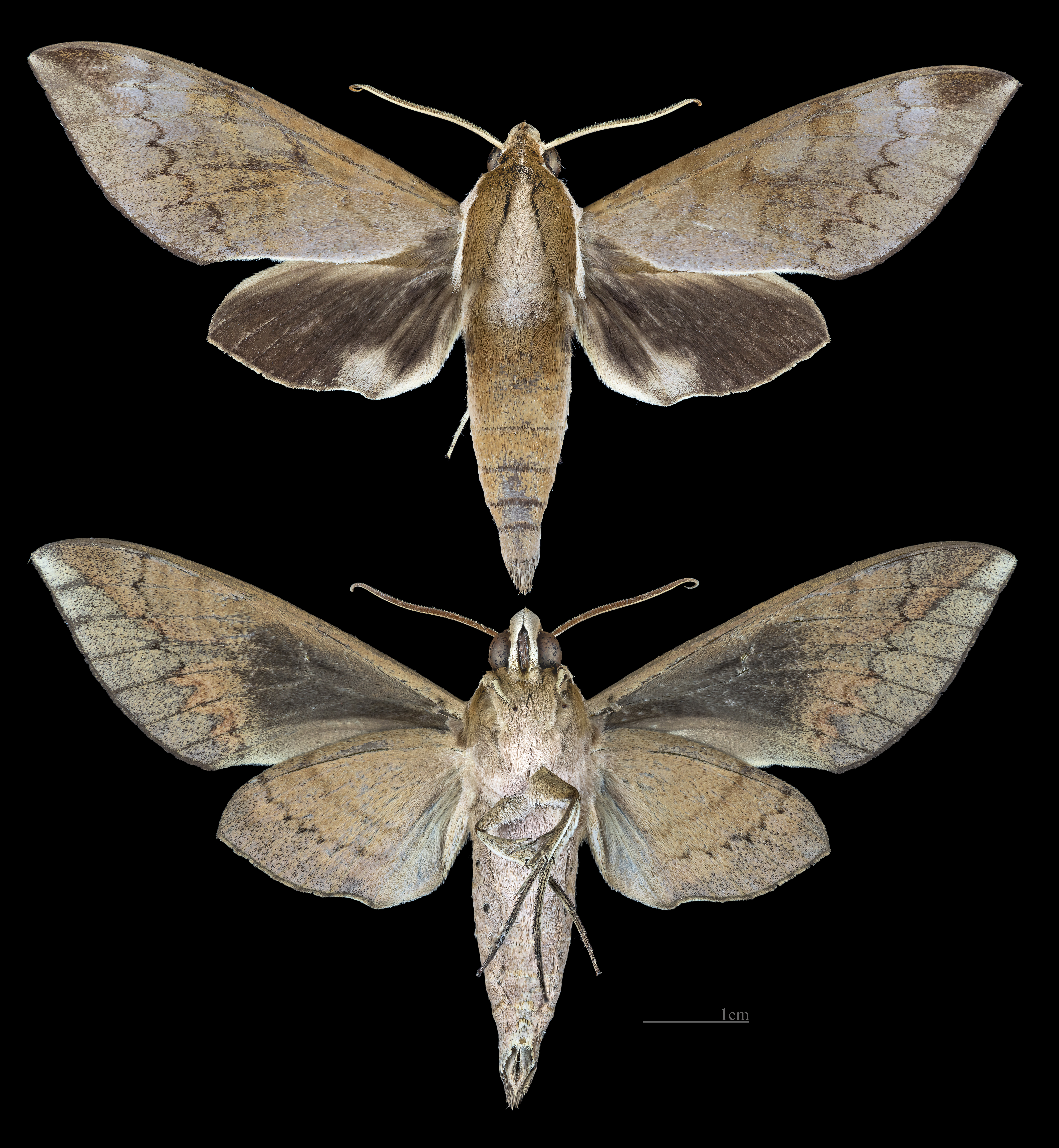
Acosmerycoides
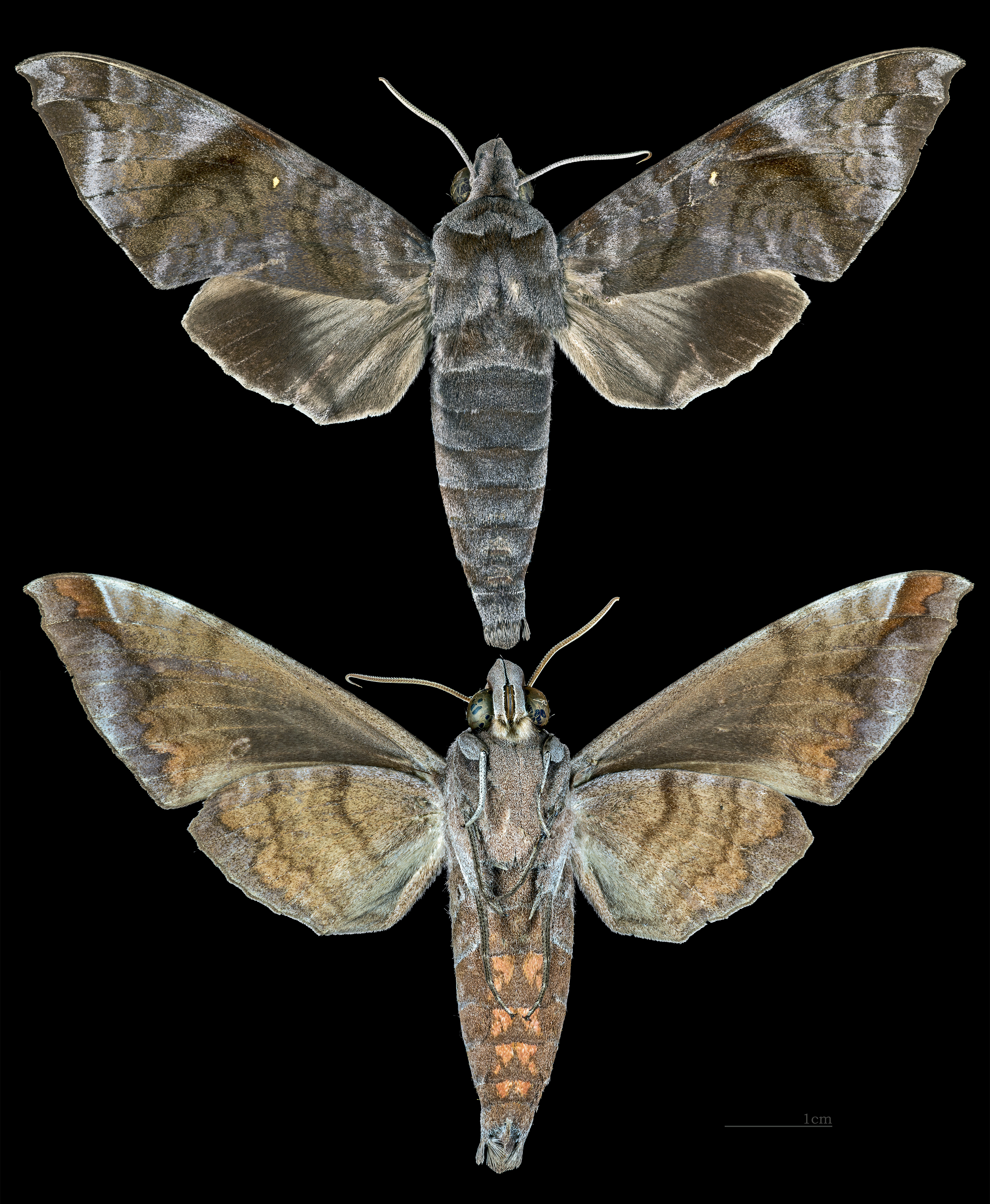
Acosmeryx
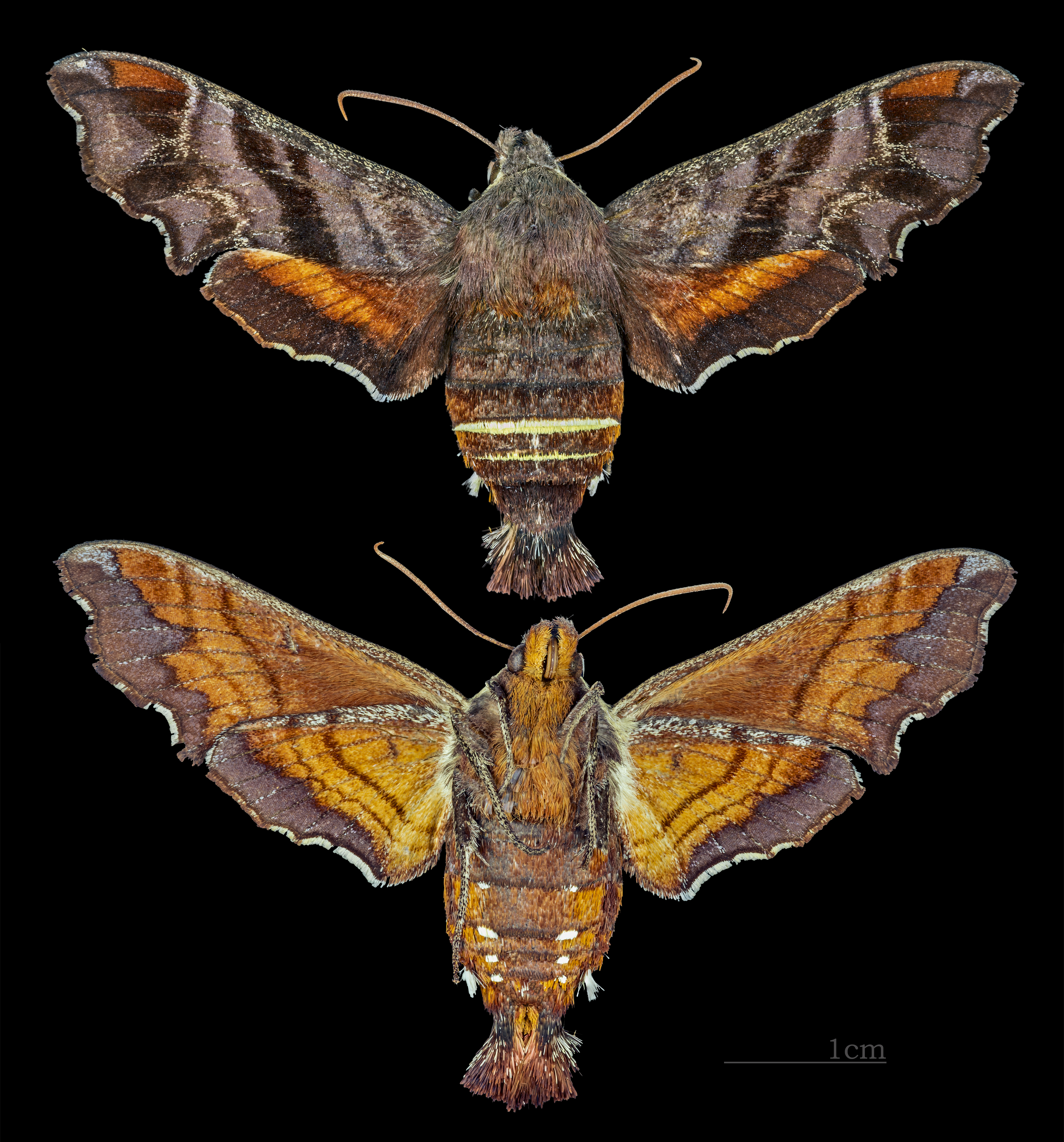
Amphion
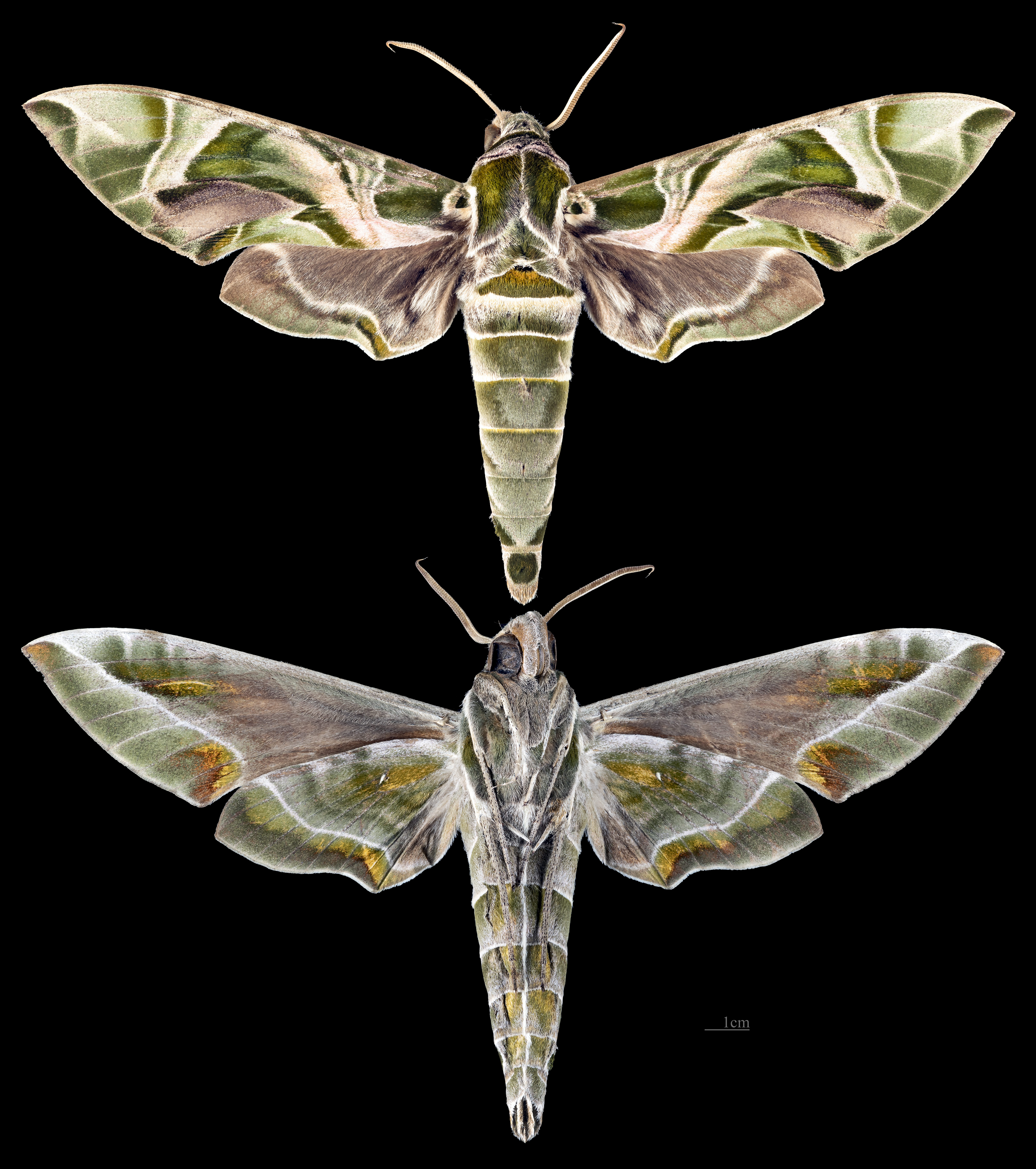
Daphnis
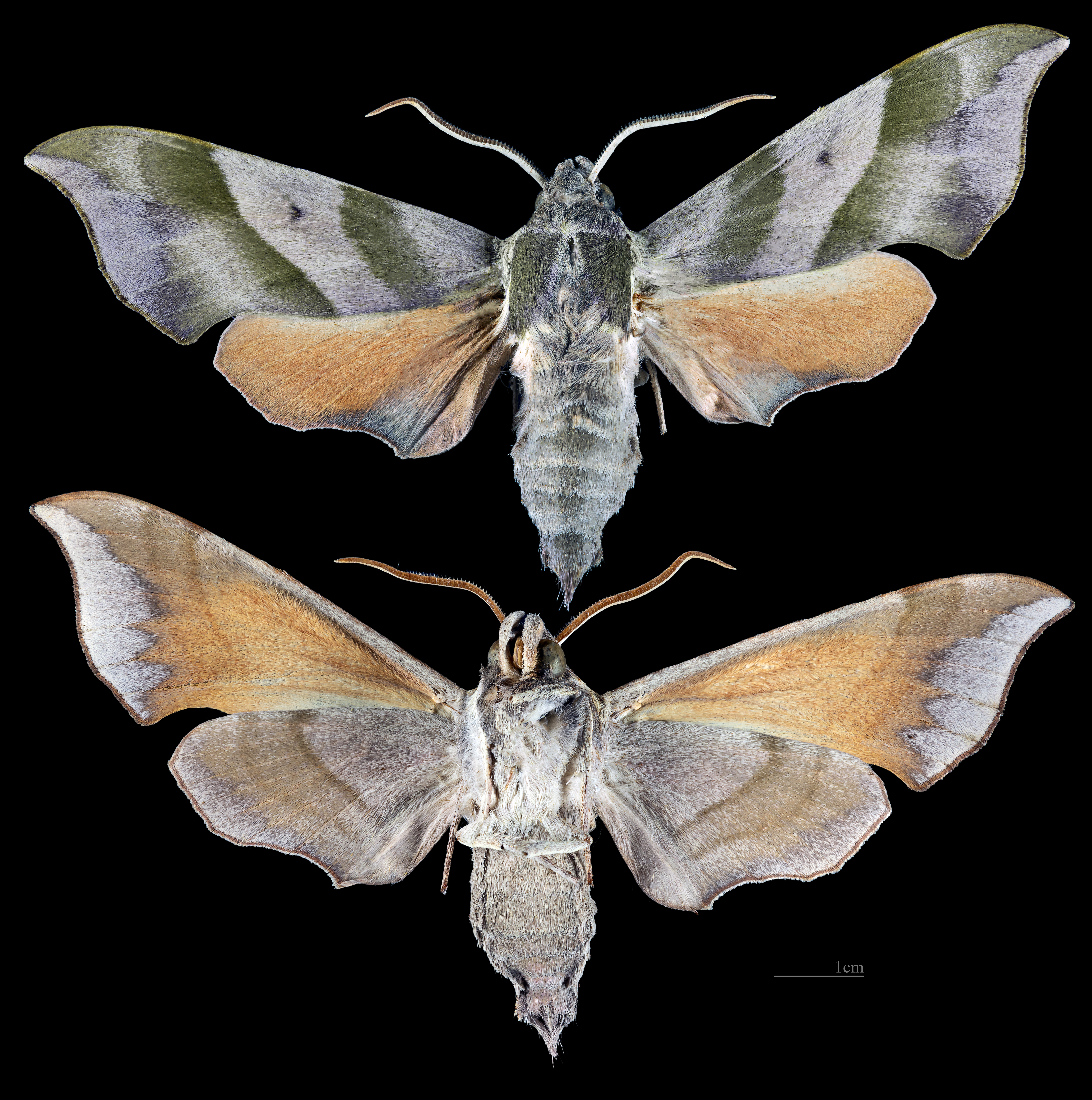
Darapsa
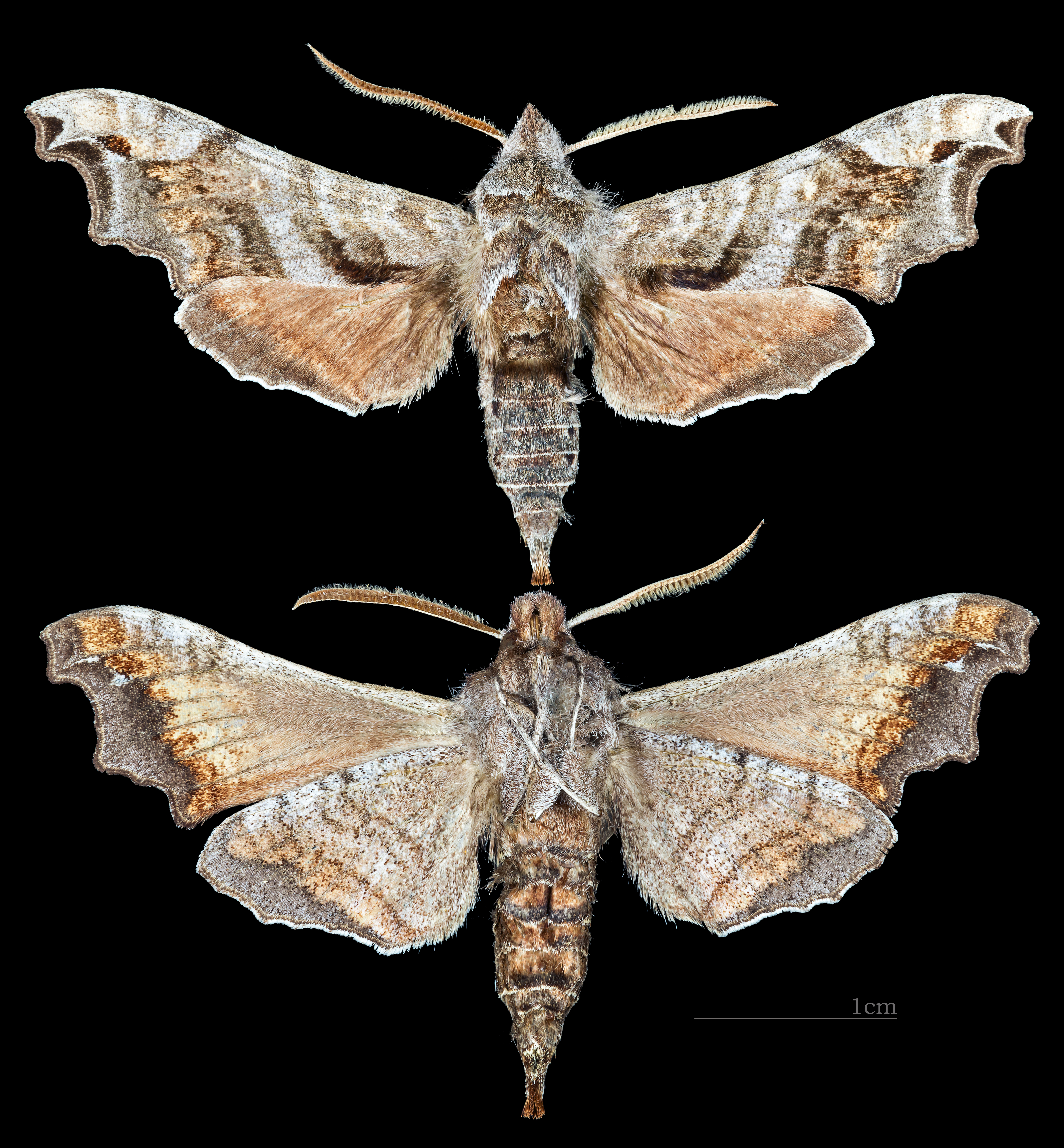
Deidamia
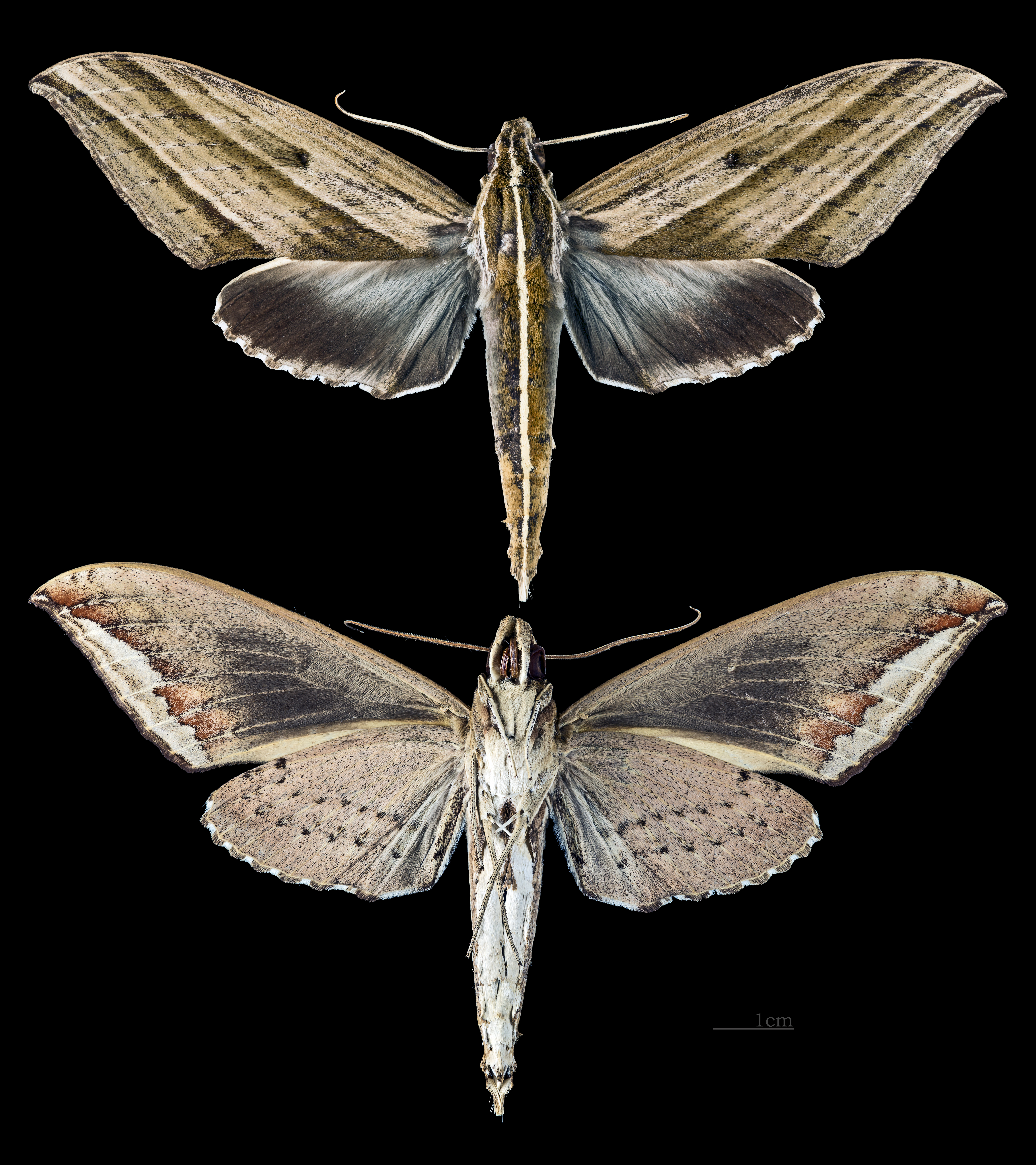
Elibia
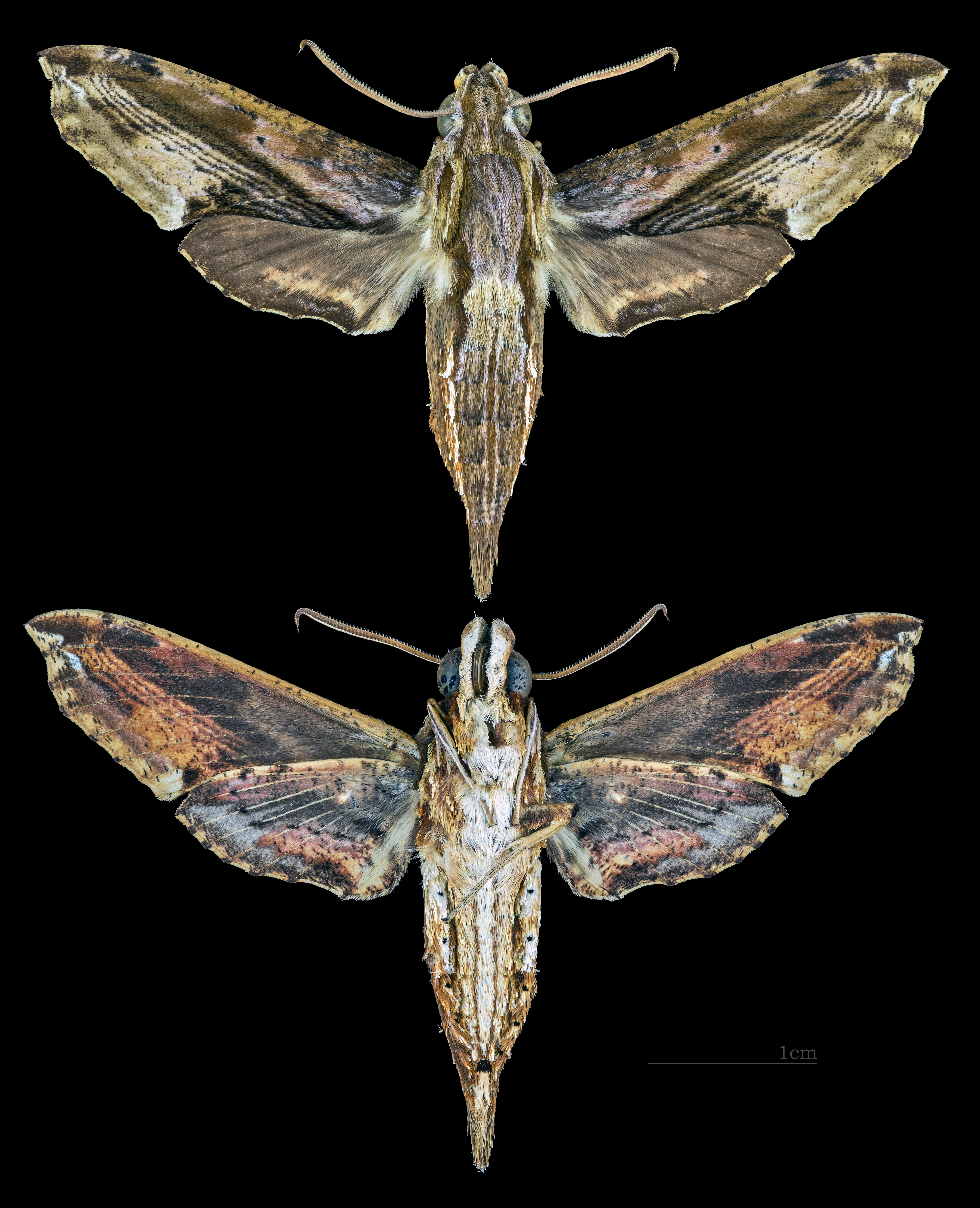
Eupanacra
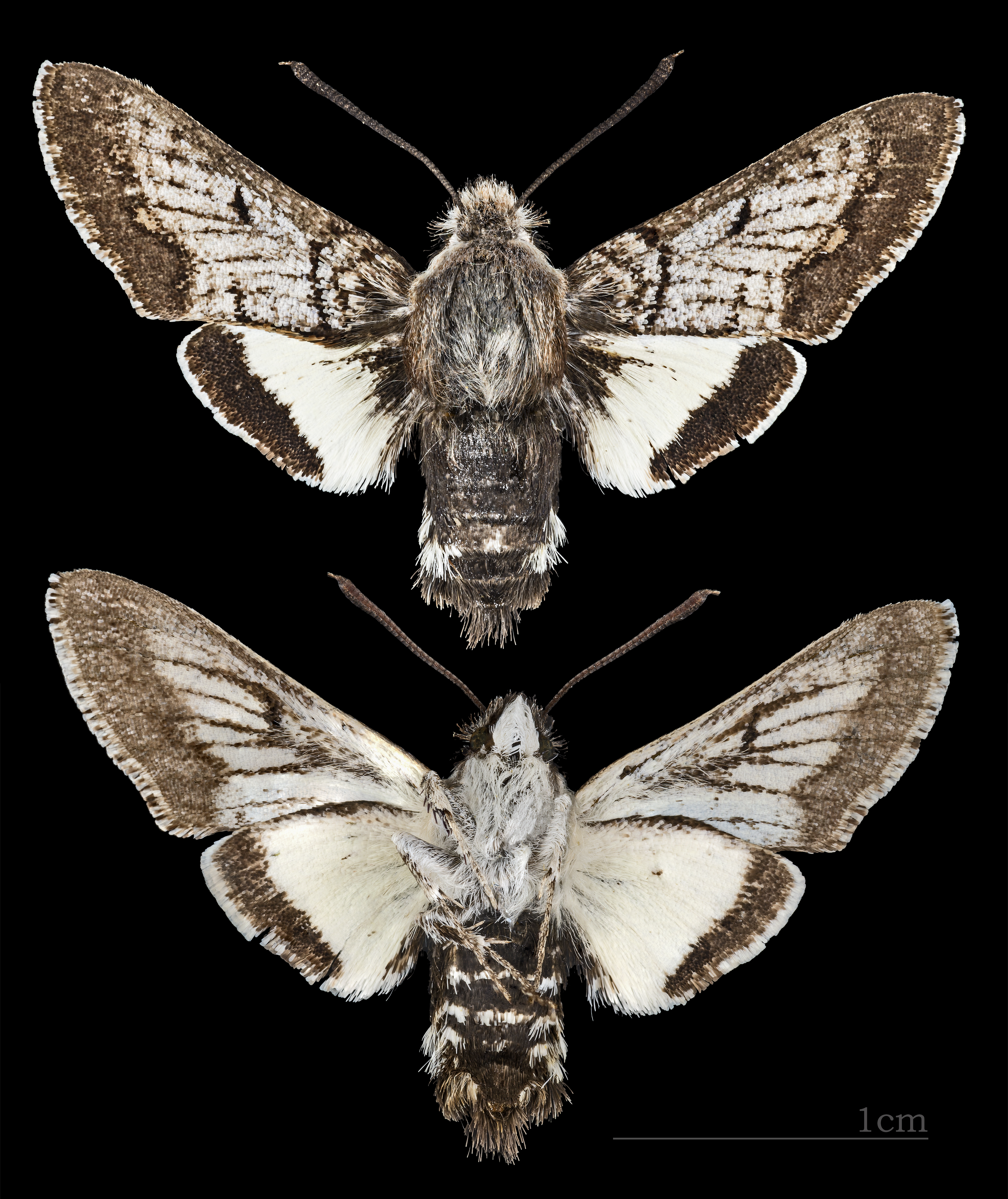
Euproserpinus
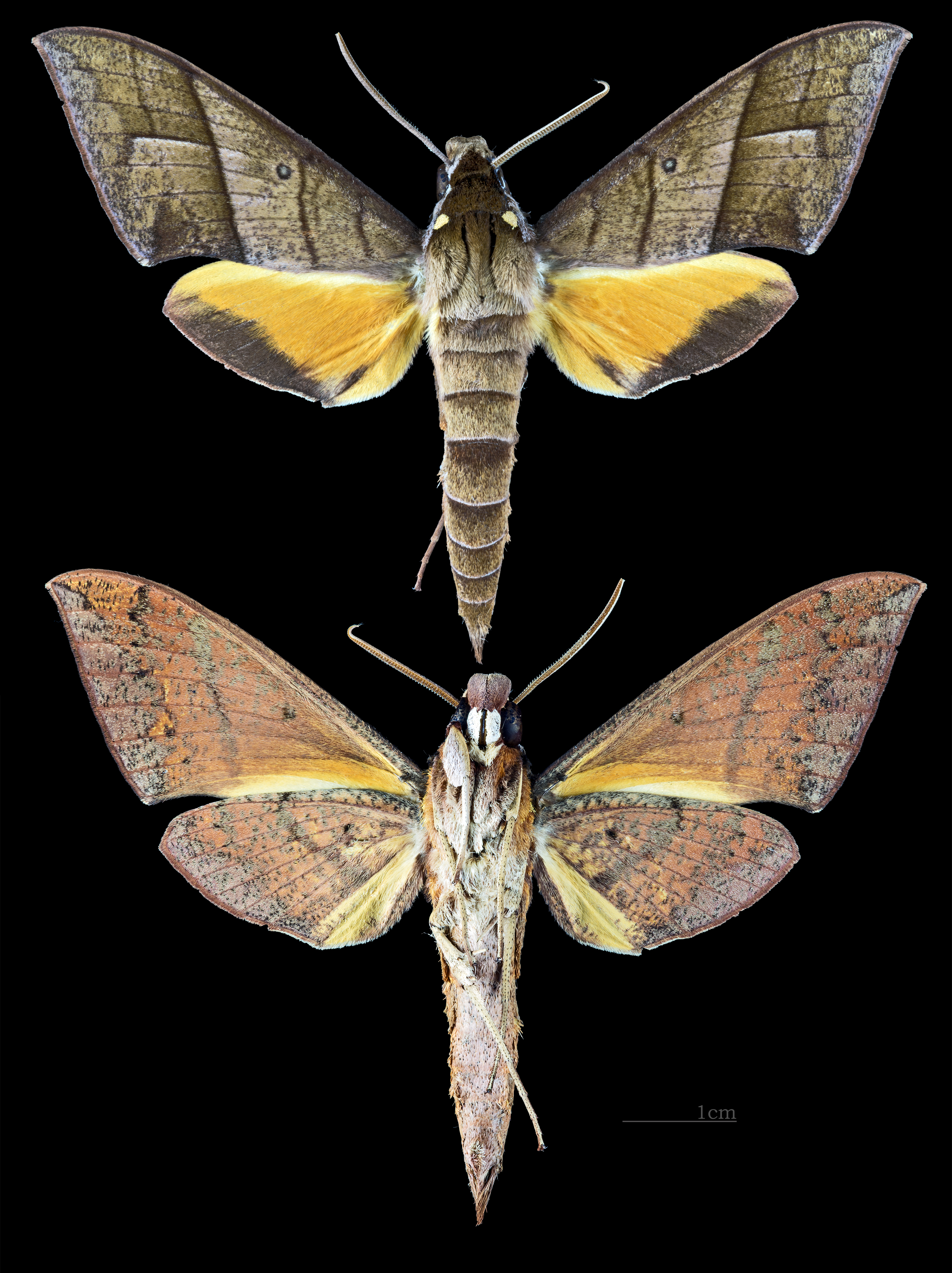
Gnathothlibus
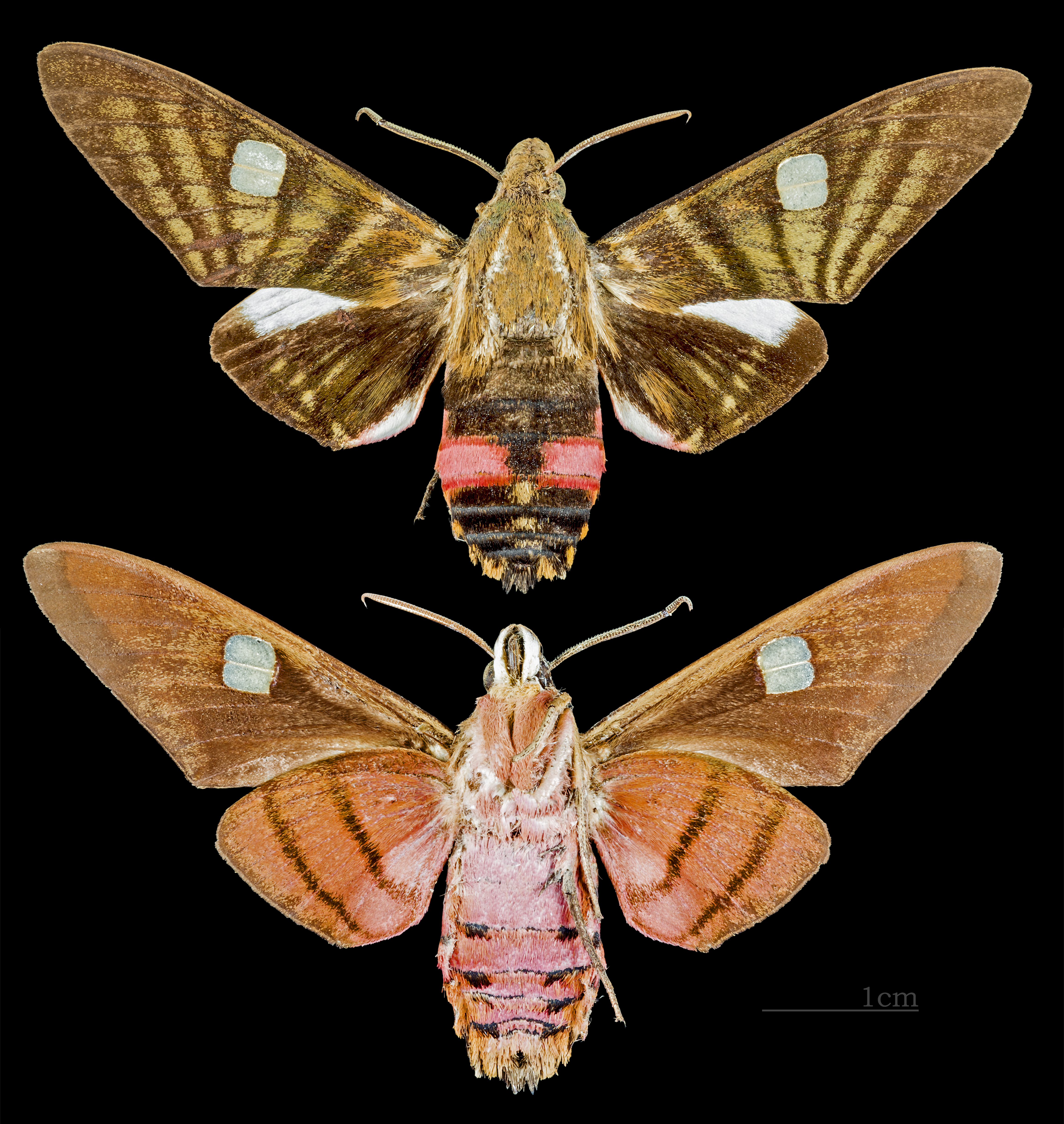
Hayesiana
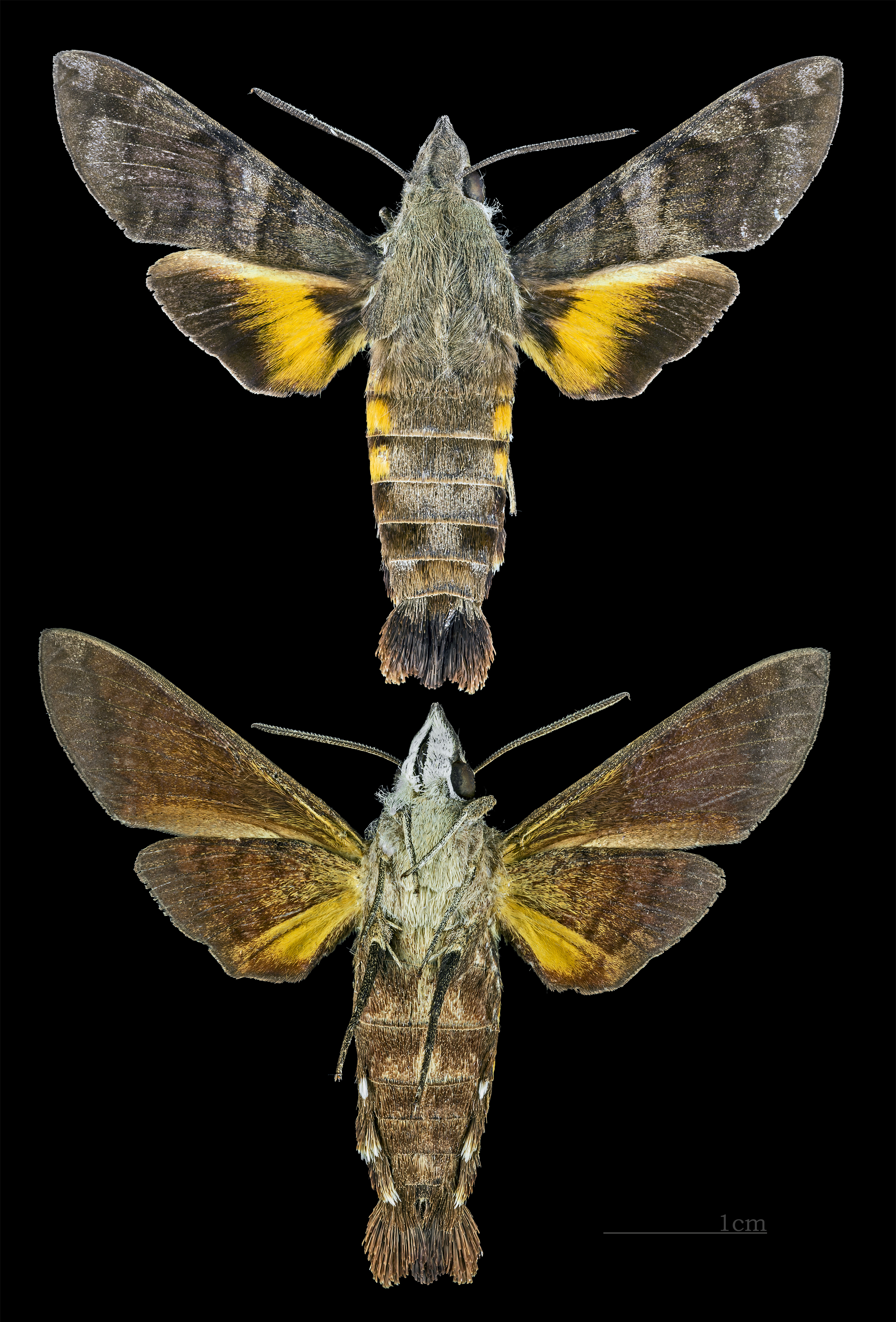
Macroglossum
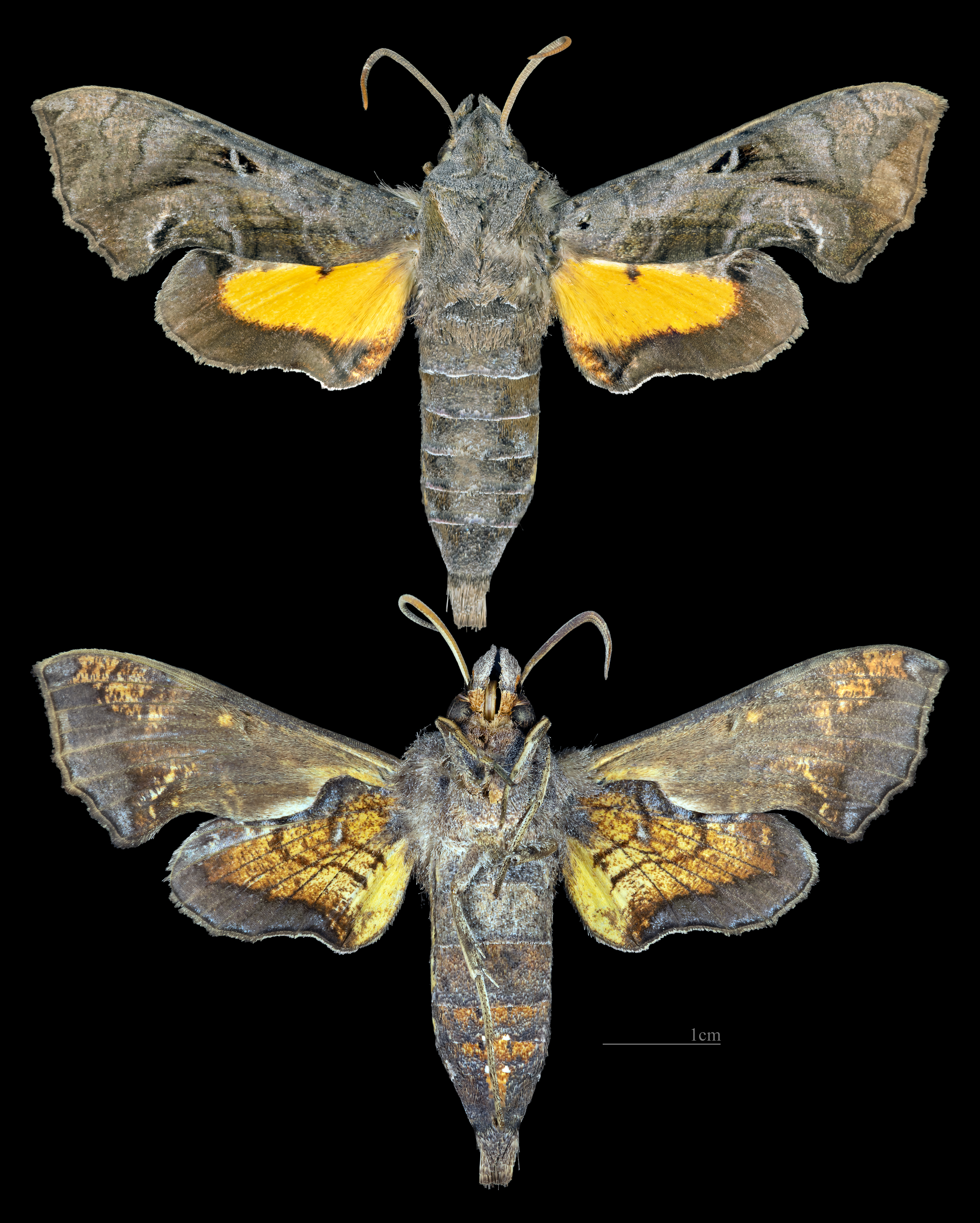
Neogurelca
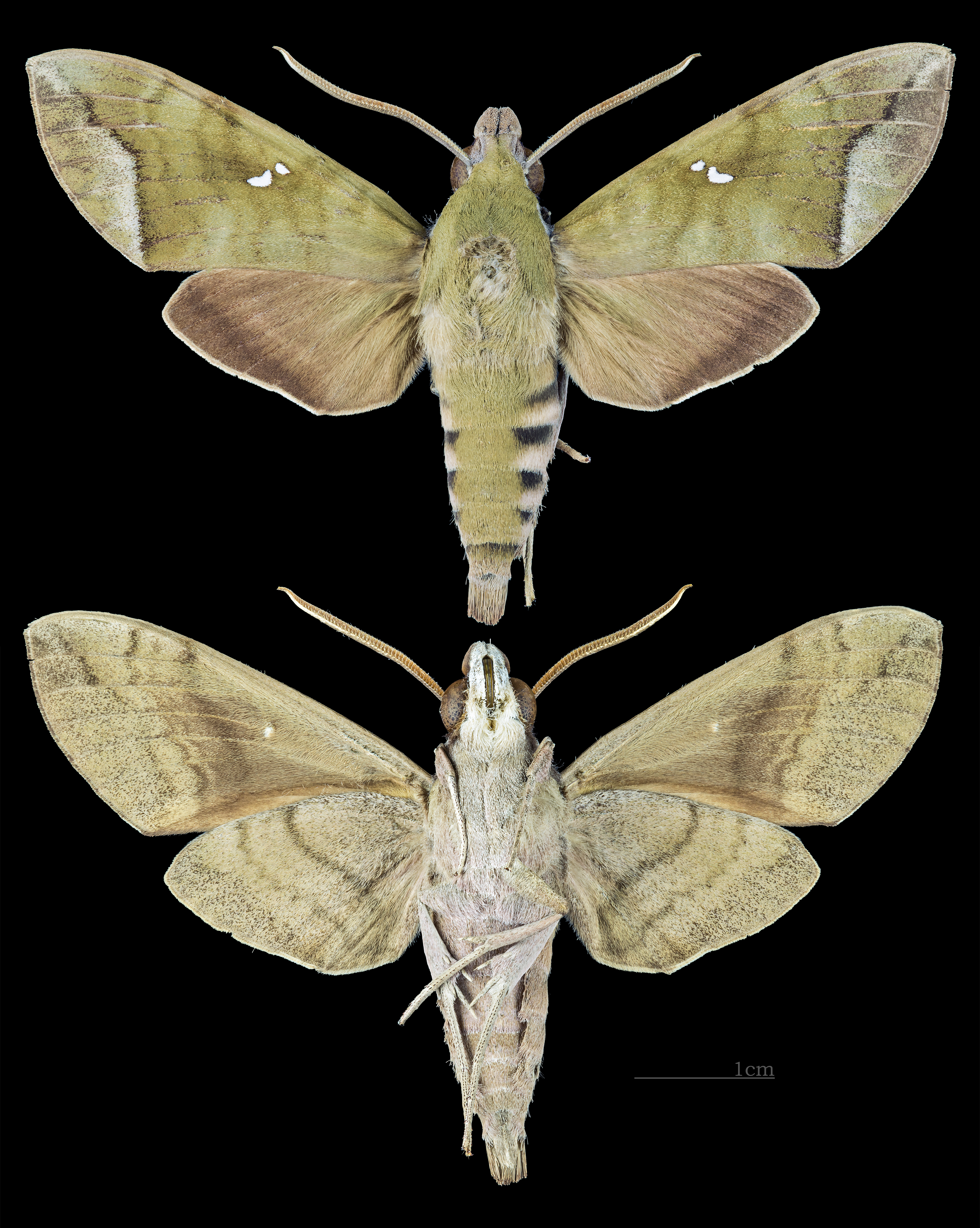
Nephele
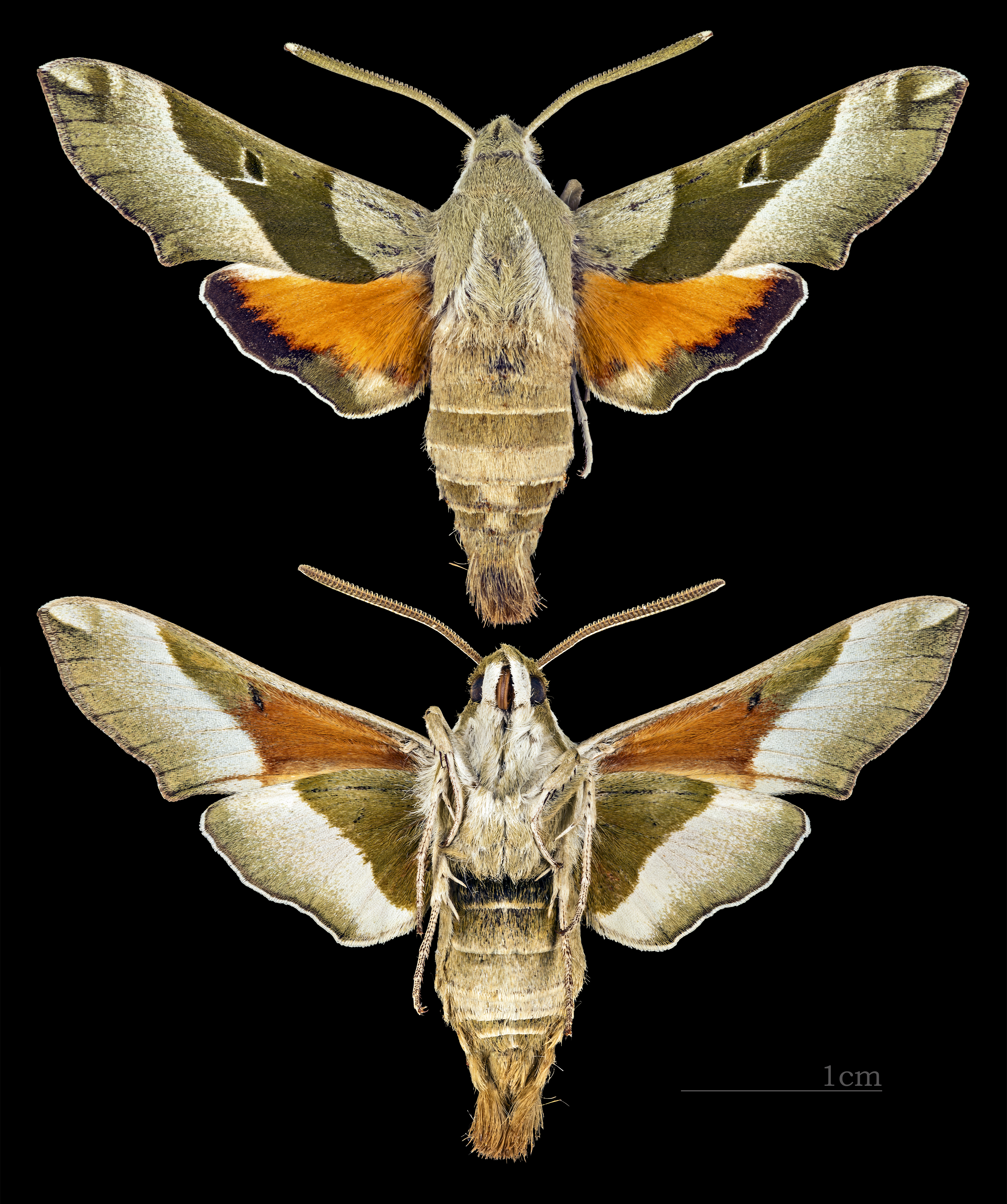
Proserpinus
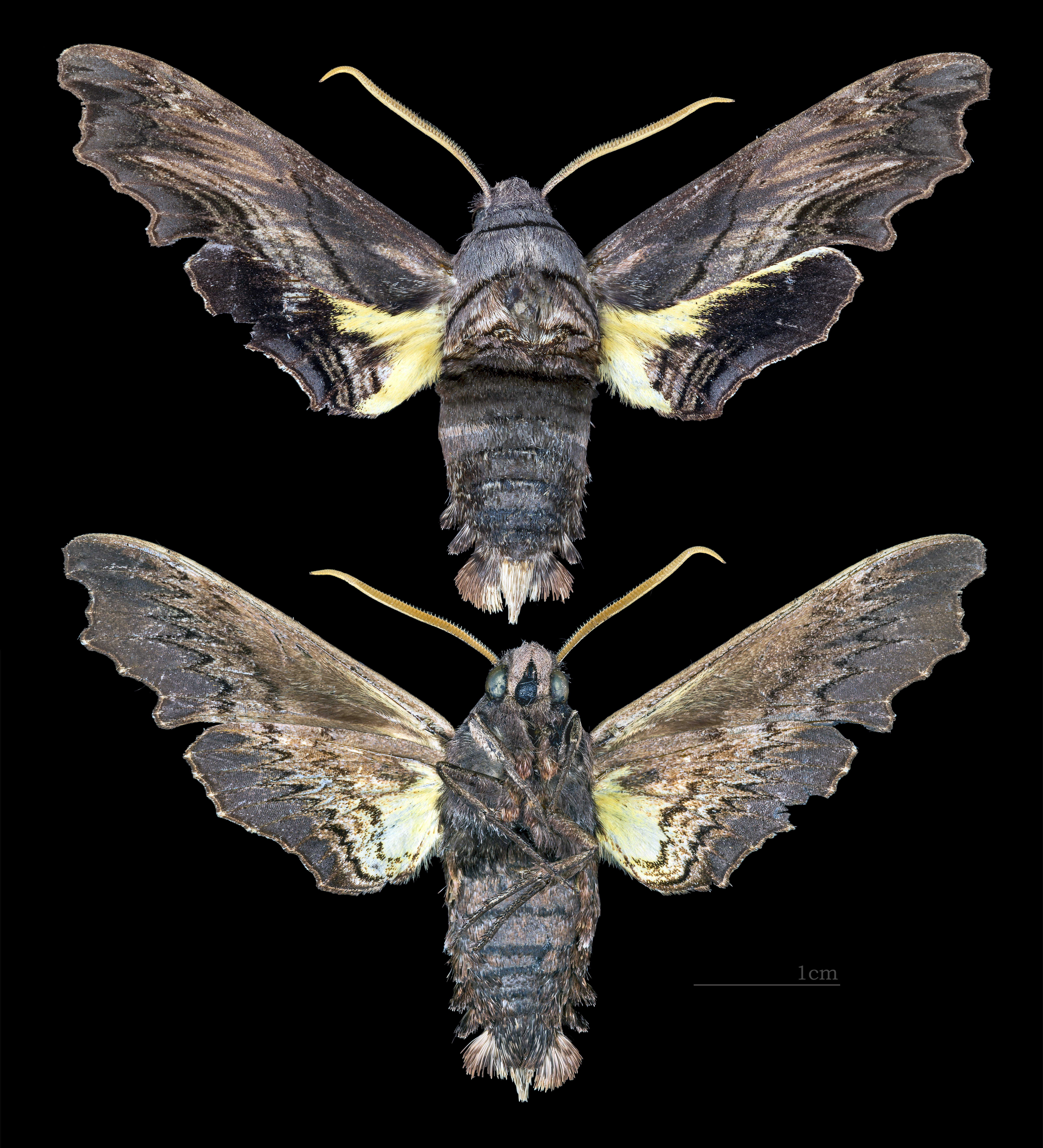
Sphecodina